# Sant'Angelo Muxaro
Sant'Angelo Muxaro (Sant'Àngilu Muxaru trong tiếng Sicilia) là một đô thị của tỉnh Agrigento ở vùng Sicilia, có vị trí cách khoảng 70 km về phía nam của Palermo và khoảng 20 km về phía bắc của Agrigento.
Sant'Angelo Muxaro giáp các đô thị sau: Agrigento, Alessandria della Rocca, Aragona, Casteltermini, Cattolica Eraclea, Cianciana, Raffadali, San Biagio Platani, Santa Elisabetta.